# Haïbun
Le haïbun est une composition littéraire mêlant prose et haïku. La Sente étroite du Bout-du-Monde de Bashō est l'un des exemples les plus célèbres du genre.

## Historique
L’histoire de la littérature japonaise remonte à l’aube du VIIIe siècle, réservant très tôt une place primordiale à la poésie. En ce temps-là, la littérature, apanage de la Cour, revêt des formes variées telles que chroniques, annales, notes, tandis qu’apparaissent les premières anthologies poétiques. Le waka, poème lyrique court de 5-7-5 et 7-7 syllabes, ancêtre du tanka, relève d’une pratique courante chez les gens de condition, hommes et femmes, au point qu’au Xe siècle il soit central dans les échanges de correspondance où il s’enrichit de commentaires écrits en prose.
À l’époque médiévale, les nikki (notes de voyage, mémoires et journaux) sont déjà nombreux. Ils constituent assurément un terreau propice à l’éclosion de cette prose littéraire poétique des plus abouties, que  Matsuo Bashô mettra magnifiquement à l’honneur dans son célèbre haïbun La Sente étroite du bout du monde  , inspiré par son périple entrepris en 1689  vers le Nord du Japon. 
Dans ses traductions intitulées Journaux de Voyage  , René Sieffert  commente les récits de Bashō : « Ses journaux de voyage sont composés en prose rythmée parsemée, de-ci de-là, de hokku   dans lesquels se cristallise une impression fugitive, longuement préparée par la description d’un paysage, par une méditation devant un vestige du passé, devant un site illustre » .
Le terme haibun est utilisé pour la première fois par le poète du XVIIe siècle Matsuo Bashō, dans une lettre à son disciple Mukai Kyorai en 1690.
Par la suite, au début du XIXe siècle, Kobayashi Issa aussi nous a laissé plusieurs textes célèbres de haibun, dont le Oraga haru (おらが春） et le Chichi no shūen nikki （父の終焉日記）- cette dernière œuvre passant pour être à l'origine du genre watakushi shōsetsu ("roman à la première personne" ou "roman naturaliste") dans la littérature japonaise, avant même toute influence occidentale  ,. 
À l'époque moderne (après la Restauration Meiji), un genre de prose poétique appelé Shasei bun　(写生文）, prôné entre autres par Masaoka Shiki, constitua une tentative d'allier l'esprit hybride et la liberté de ton du haibun à une certaine rigueur descriptive inspirée de la littérature naturaliste occidentale, mais elle ne fut pas suivie d'un réel courant littéraire, si on excepte le succès du roman emaillé de haïkus de Natsume Sōseki Oreiller d'herbes (Kusa makura, 草枕). Cependant, aux XXe et XXIe siècles encore, on peut dire que les poètes de haïku japonais continuent à produire des textes "dans l'esprit du haïbun", incorporant des haïkus dans la prose, et jouant sur les effets de rupture que permet le passage de l'un à l'autre . 　

## Internationalisation
Le haïbun a connu au cours des siècles différentes évolutions et écoles.  L’Occident, qui l’a approché entre autres à la faveur des traductions faites du japonais, s’est découvert un certain goût pour le genre, dès les années 1990 dans la sphère anglophone, plus tard dans la sphère francophone.